# Daniel Baschnagel
Daniel „Dani“ Baschnagel (* 14. Juli 1967 in Muri AG) ist ein Schweizer Jazzmusiker (Trompete, auch Flügelhorn, Komposition).

## Leben und Wirken
Baschnagel studierte klassische Trompete am Konservatorium Winterthur bei Claude Rippas. Bei Hal Crook und Nicholas Payton kam es zur Weiterbildung zum Jazztrompeter.
Mit seinem Bruder, dem Schlagzeuger Pius Baschnagel, spielte Baschnagel bei der Jazz-Rockband Conaction. Mit dem Zivilschutz Show Orchester Winterthur entstand das Album The First (1996). Mit den Saxophonisten Daniel Frei und Egon Rietmann und dem Akkordeonisten Curdin Janett bildete er Satie’s Fraktion, deren Album Nails (auch mit eigenen Arrangements und Kompositionen) TCB 2008 veröffentlichte. 2011 spielte er zusammen mit Susanne Rathgeb–Ursprung die CD Suiten mit Musik für Trompete/Flügelhorn und Kirchenorgel ein. Langjährig war er Mitglied der JCT All Stars, mit denen er 2009 ein Album veröffentlichte. Er gehörte zu Isla Eckingers Another Fine Mess und zum Zurich Jazz Orchestra (New Plans 2008, Song 2011). Er tritt häufig mit dem Quartett von Marianne Racine auf und ist an ihren Alben Jazz, Sängbook 2 und Common Ground als Solist beteiligt. Er ist auch auf Alben von Kurt Weil (Late But not Too Late), Emanone und der Banker’s Big Band zu hören. 
Baschnagel arbeitet als Trompetenlehrer an der Musikschule Konservatorium Zürich sowie an der Kantonsschule Bülach. 13 Jahre lang leitete er die Big Band der Jugendmusik Zürich 11, mit der er mehrere Preise errang. 2014 verwirklichte er mit der Stadtmusik Illnau-Effretikon ein Bigband-Projekt.
Baschnagel ist auch als Komponist tätig; er verfasst auch Blasmusik.